# La Nuit de Varennes
La nuit de Varennes (pt A Noite de Varennes; br Casanova e a Revolução) é um filme franco-italiano de 1982, do gênero drama histórico, dirigido por Ettore Scola e baseado no romance La Nuit de Varennes ou l'Impossible n'est pas français, de Catherine Rihoit.
Scola teve como conselheiro histórico Claude Manceron, autor de uma série de obras sobre a Revolução Francesa.[carece de fontes?]

## Sinopse
Em junho de 1791, uma diligência que fazia a ligação Paris-Verdun segue de perto a carruagem real na qual fugiam Luís XVI, Maria Antonieta e os seus filhos. O escritor libertino e revolucionário Restif de la Bretonne quer ser testemunha dos acontecimentos e toma lugar na diligência, ao lado de um conjunto de passageiros mais ou menos relacionados com a Revolução Francesa. Um desses passageiros é o célebre Giacomo Casanova. A viagem terminará em Varennes, na Lorena, onde acaba por ser preso.

## Elenco
- Jean-Louis Barrault.... Restif de la Bretonne
- Marcello Mastroianni.... Casanova
- Hanna Schygulla.... Condessa Sophie de la Borde
- Michel Piccoli.... Rei Luís XVI
- Harvey Keitel.... Thomas Paine
- Jean-Louis Trintignant.... M. Sauce
- Jean-Claude Brialy.... M. Jacob, cabeleireiro de Sophie
- Daniel Gélin.... De Wendel
- Andréa Ferréol.... Mme. Adélaïde Gagnon
- Michel Vitold.... De Florange
- Pierre Malet.... Emile Delage
- Laura Betti.... Virginia Capacelli

## Principais prêmios e indicações
Prêmio David di Donatello 1983 (França)
- Venceu nas categorias de melhor roteiro (Sergio Amidei e Ettore Scola), melhor cenografia (Dante Ferretti) e melhor figurino (Gabriella Pescucci)[carece de fontes?]

Festival de Cannes 1982 (França)
- Indicado à Palma de Ouro[carece de fontes?]